# Ipswich
Ipswich ([ˈɪpswɪtʃ]) este un oraș și un district ne-metropolitan din Regatul Unit, reședința comitatului Suffolk, situat în regiunea East, Anglia. Aria urbană are o populație de 138.718 locuitori, din care 120.400 locuiesc în orașul propriu zis Ipswich.

## Orașe din district
- Bedale
- Easingwold
- Northallerton
- Thirsk